# Черен гибон
Черният гибон (Nomascus concolor) е вид бозайник от семейство Гибони (Hylobatidae). Видът е критично застрашен от изчезване.

## Разпространение и местообитание
Разпространен е във Виетнам, Китай и Лаос.